# L'Asile des Daleks
L’Asile des Daleks (Asylum of the Daleks) est le premier épisode de la septième saison de la deuxième série de la série télévisée britannique de science-fiction Doctor Who, diffusé sur BBC One le 1er septembre 2012. Cet épisode marque le retour des Daleks.

## Préquelle
Une préquelle a été mise en ligne sur iTunes, Zune, et Amazon Instant Video le 2 septembre 2012 pour les abonnés américains de la série. Alors que le Docteur boit un thé, un Moine sans Tête l'informe qu'une femme, Darla von Karlsen, souhaite l'aide du Docteur pour libérer sa fille. Le messager fournit les coordonnées spatio-temporelles de la planète Skaro.

## Résumé
Le Docteur est attiré sur Skaro par un drone humanoïde des Daleks, qui le téléporte jusqu'au Parlement des Daleks. Il y retrouve Amy et Rory, qui ont été enlevés de façon semblable depuis la Terre contemporaine, juste après que Rory a apporté à Amy les papiers de leur divorce. Au Parlement, le Premier Ministre des Daleks leur explique que les Daleks ont une planète connue sous le nom de l'Asile, où ils détiennent les Daleks devenus fous — plutôt que de les détruire, ce qui irait à l'encontre de leur sens de l'esthétique. Le Parlement a reçu de l'Asile une transmission de la habanera de Carmen émise par une femme, Oswin Oswald. Elle est à bord de l'Alaska, un vaisseau qui s'est écrasé sur l'Asile, et repousse les attaques des Daleks depuis un an. Le vaisseau naufragé a franchi le champ de forces de la planète, et donc les Daleks craignent que leurs détenus puissent s'évader de la même façon. Le Parlement souhaite à présent détruire la planète pour empêcher cela, mais le champ de forces n'est pas assez endommagé pour le leur permettre. Le champ de forces ne peut être désactivé que depuis la planète elle-même mais, terrifiés eux-mêmes par une telle mission, les Daleks du Parlement en chargent le Docteur, Amy et Rory.
Tous trois se voient donner des bracelets pour les protéger du champ de nano-robots de la planète qui les convertirait en drones Daleks pour assurer la sécurité de l'installation, avant d'être projetés sur la surface de la planète. Le Docteur et Amy tombent l'un près de l'autre et sont découverts par Harvey, un autre survivant de l'Alaska. Rory, pendant ce temps, se retrouve au fond d'un long puits qui débouche dans l'Asile — et y éveille quelques-uns de ses habitants. Rory est sauvé et ramené en lieu sûr par Oswin, qui a piraté les ordinateurs. Pendant ce temps, il s'avère que Harvey est en fait un drone Dalek. Un sort semblable a échu aux cadavres des autres survivants de l'Alaska, qui se réaniment et attaquent le Docteur et Amy, volant son bracelet à Amy juste avant qu'ils ne soient sauvés par Oswin et guidés vers Rory. N'étant maintenant plus protégée des nano-robots, Amy commence à être convertie en drone Dalek et ressent des pertes de mémoire et des hallucinations.
Le Docteur comprend que les Daleks détruiront la planète dès qu'il désactivera le champ de forces, avant qu'ils ne puissent s'échapper. Cependant, il constate la présence d'une unité de téléportation d'où ils peuvent accéder au vaisseau du Parlement des Daleks. Oswin accepte de désactiver le champ de forces à condition que le Docteur vienne la sauver. Le Docteur parti, Rory annonce à Amy qu'il va lui donner son bracelet protecteur, car comme l'a expliqué le Docteur, plus la personne ressent de l'amour, plus la conversion en Dalek est lente. Rory explique donc à Amy qu'il l'a toujours aimée plus qu'elle ne l'aimait, lui rappelant son attente de 2000 ans dans « La Pandorica s’ouvre ». Cependant, elle lui répond tristement qu'elle l'aime encore, mais le « laisse partir », parce qu'elle est stérile en raison des événements de « La Retraite du démon » et est donc incapable de porter l'enfant qu'il désire. Elle lui dit qu'attendre 2000 ans n'est rien, à côté du fait qu'elle l'ait laissé partir. À la fin de la dispute, ils s'aperçoivent que le Docteur a mis à Amy son propre bracelet.
Le Docteur parvient à atteindre Oswin, bien qu'il lui faille passer par la 'section des soins intensifs', qui abrite les Daleks qui ont survécu à une rencontre avec lui. Ils commencent à se réactiver, mais il est sauvé par Oswin, qui supprime le Docteur de la base de mémoire partagée télépathiquement par les Daleks, les laissant sans souvenir de lui. Le Docteur pénètre dans le refuge d'Oswin, et découvre à sa grande horreur qu'elle a été entièrement convertie en Dalek. Sans protection contre les nano-robots et les Daleks fous pendant près d'un an, elle n'a pas pu empêcher sa propre conversion qui a permis de protéger son intellect de génie à l'usage des Daleks. Incapable d'accepter la conversion, son esprit s'est retranché dans une illusion de survie en tant qu'humain qui a été captée comme une transmission de Carmen. Oswin, dévastée par la découverte, est encore loyale à sa propre humanité et tient sa promesse de désactiver le champ de forces.
Le Docteur revient vers Amy et Rory et les téléporte à bord de son TARDIS qui est toujours dans le Parlement, tandis que la planète est détruite. Les Daleks du Parlement ne le reconnaissent pas, puisqu'il a été effacé de leur mémoire collective. Il quitte le vaisseau et dépose Amy et Rory réconciliés près de chez eux. Il part ensuite seul, tandis qu'il s'amuse de la question que lui posait le Parlement des Daleks : « Doctor who ? ». (Docteur… qui ?)

## Continuité
- Darla parle de la fausse mort du Docteur qui a lieu dans L'Impossible Astronaute, première partie et Le Mariage de River Song. Le Docteur dit d'ailleurs dans la préquelle qu'il est un homme marié dorénavant.
- Les Daleks appellent le Docteur sous le nom de « La Tempête qui approche », dont il est fait mention dans l'épisode « À la croisée des chemins »[2].
- À la suite des événements qui se sont déroulés lors de l'épisode La Retraite du démon , Amy explique qu'elle ne peut plus avoir d'enfant.
- L'épisode marque la réapparition des Daleks de bronze, qui étaient le design officiel de la saison 1 à la saison 5 de la nouvelle série.
- Il s'agit par ailleurs de la dernière apparition à l'écran des grands Daleks colorés du « Nouveau paradigme » introduits dans la Victoire des Daleks. On note la présence d'un Dalek Suprême (blanc), d'un stratège (bleu) et de multiples drones (rouges).
- Les Daleks de l'asile qui manquent de croiser le Docteur ont le design des anciens Daleks de la série. On note la présence d'un « Special Weapon Dalek », apparu à l'écran dans Remembrance of the Daleks.
- Les Daleks des « soins intensifs »  sont des survivants d'affrontements avec le Docteur sur Spiridon (Planet of the Daleks), Kembel (Mission to the Unknown et The Daleks' Master Plan), Exxilon (Death to the Daleks), Aridius (The Chase), et Vulcan (The Power of the Daleks)[3]. Il est à noter que le design de ces Daleks ne correspond pas à celui en vigueur dans la série au moment de ces épisodes...
- Les Daleks utilisent à nouveau des êtres humains réduits à l'état de marionnettes, comme les Robomen de The Dalek invasion of Earth.
- C'est la troisième fois que le Docteur a affaire à un humain transformé en Dalek (Revelation of the Daleks, À la croisée des chemins).
- La question finale « Doctor Who? » renvoie à la fois au titre de la série, mais aussi à la « question qui doit rester sans réponse », énoncée par Dorium à la fin de « Le Mariage de River Song »[3],[4].

## Production

### Scénarisation

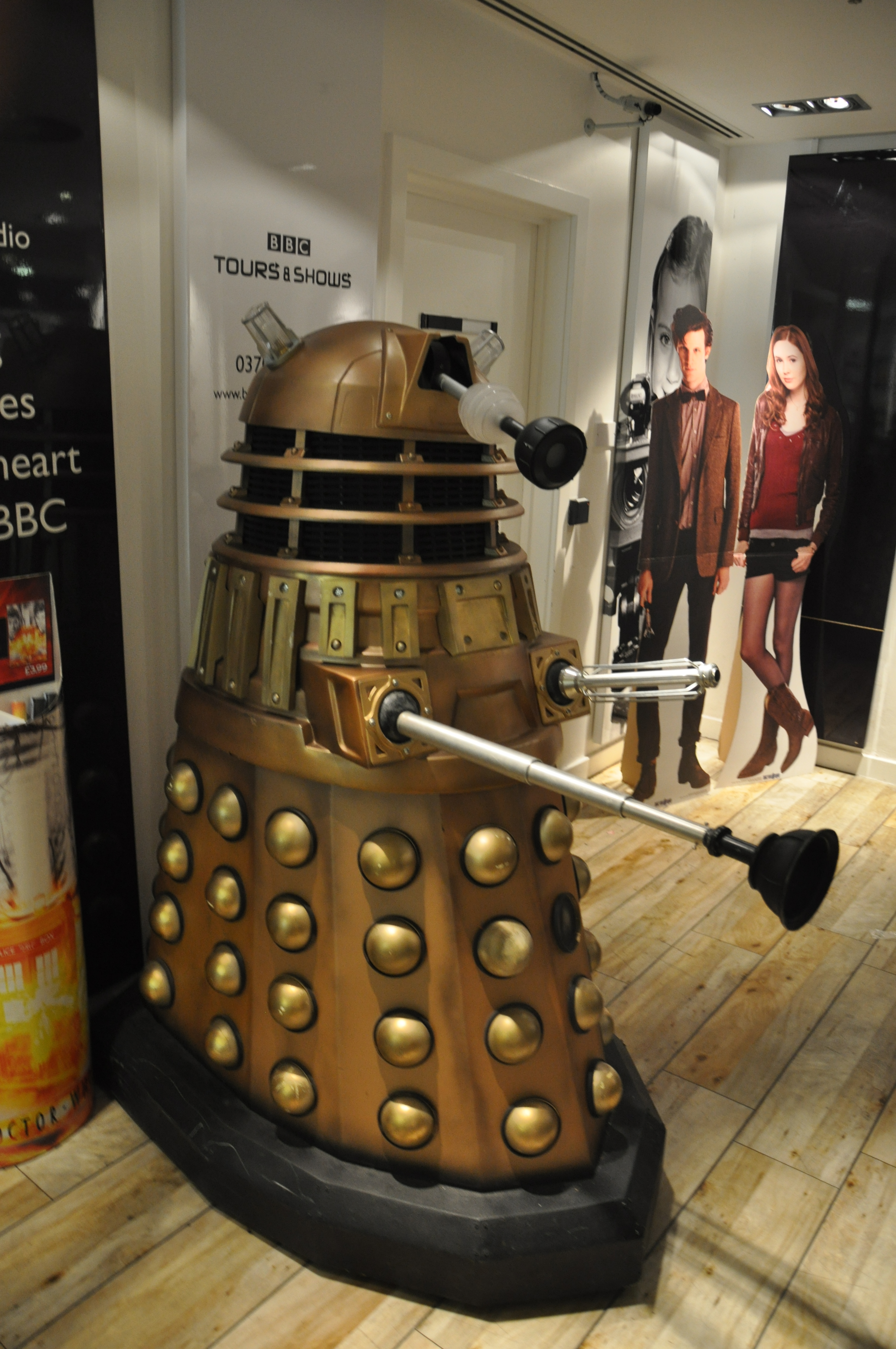
« L’asile des Daleks » montre différents types de Daleks tels qu'on a pu les voir au cours des 50 ans de la série avec l'intention de les rendre à nouveau effrayants.

Depuis le retour de la série en 2005, Steven Moffat n'avait jamais écrit une histoire de Daleks et s'est dit qu'il ne pouvait pas résister à l'opportunité. Une idée au départ de « L’asile des Daleks » était de montrer les différents types de Daleks auquel le Docteur ait pu être confronté tout au long de la série, y compris les Daleks spéciaux que l'on peut voir dans l'épisode de 1988 Remembrance of the Daleks, même si une grande partie d'entre eux restent en arrière-plan. Steven Moffat avait expliqué en 2011 qu'il avait souhaité en quelque sorte donner une sorte de « repos » aux Daleks car selon lui leur apparition trop fréquentes au cours de la série en avait fait les « ennemis les plus couramment détruits de l'univers. » Selon lui les Daleks ont marqué leur époque pour avoir été effrayant mais leur héritage en tant qu'icone de la culture anglaise les rendit plus « mignons » et leur vrai pouvoir de menace fut peu à peu oublié et « Asylum of the Daleks » tente de les rendre bien plus effrayant afin de rappeler au public quels étaient leurs fonction initiale, en montrant des Daleks qui sont encore plus fous que les Daleks habituels. Karen Gillan avoua que c'est la première fois dans un épisode de Doctor Who qu'elle trouve les Daleks effrayants.

### Distribution
En mars 2012, la production de Doctor Who annonça à la presse que Jenna-Louise Coleman remplacerait Karen Gillan et Arthur Darvill dans le rôle du compagnon du Docteur et que sa première apparition aurait lieu lors de l'épisode spécial de noël 2012. Pourtant, l'actrice apparaît déjà dans le rôle d'Oswin Oswald dans « L’asile des Daleks », une décision de Steven Moffat, qui prit les fans de la série par surprise,. Jenna-Louise Coleman joua par la suite les rôles de deux autres versions du même personnage : une jeune femme dénommée Clara Oswin Oswald, et originaire de l'époque victorienne, dans l'épisode La Dame de glace, et la nouvelle compagne du Docteur, Clara Oswald, originaire de l'époque contemporaine, à partir d'Enfermés dans la toile. Le mystère du lien entre ces trois personnages, d'autant plus épais que les deux premières versions sont mortes, est le fil conducteur de la seconde partie de la saison 7.
- Matt Smith : Le Docteur
- Karen Gillan : Amy Pond
- Arthur Darvill : Rory Williams
- Jenna-Louise Coleman : Oswin Oswald
- Anamaria Marinca : Darla Von Karlsen
- Naomi Ryan : Cassandra
- David Gyasi : Harvey
- Zac Fox : Assistant pour le shoot photo
- Nicholas Briggs : Voix des Daleks
- Barnaby Edwards : Dalek 1
- Nicholas Pegg : Dalek 2

### Version française
- Version française - Dubbing Brothers
- Adaptation - François Dubuc
- Direction artistique - David Macaluso
- Mixage - Marc Lacroix

Avec les voix de
- Marielle Ostrowski - Oswin
- Marc Weiss - Le Docteur
- Alexandre Crépet - Harvey
- Xavier Elsen - Rory Williams
- Audrey d'Hulstère - Amy Pond
- Marcha Van Boven - Darla
- Matthieu Meunier - Dalek Suprême
- Frédéric Clou - Premier ministre Dalek
- Romain Barbieux - Dalek 3
- Fabian Finkels - Dalek 4

### Réalisation
« L’Asile des Daleks » est réalisé par Nick Hurran, déjà réalisateur des épisodes de la saison précédente La Fille qui attendait et Le Complexe divin. Selon le The Daily Telegraph, l'équipe de production a récupéré d'ancien modèles de Daleks issues de la première série de Doctor Who afin de pouvoir les filmer dans leurs studios de Cardiff. L'un de ces anciens modèles appartient même à Russell T Davies, producteur exécutif et scénariste principal des quatre premières saisons la série. Le Dalek en question fut prêté à la demande de la productrice Caroline Skinner.
Le total des différents Daleks vus dans cet épisode est de 25, dont les modèles vont de 1963 à 2010. Malgré la peur de Moffat que les différents Daleks jurent les uns à côté des autres, il fut assez convaincu du résultat, qui selon lui donnait l'apparence aux Daleks d'une espèce plutôt que de robots identiques. Beaucoup d'accessoires furent construits en entier pour l'épisode. Les scènes d'extérieur, sur les montagnes enneigées de la planète, furent filmées durant la production de La Ville de la miséricorde.

### Logo
À partir de cet épisode, la texture du logo de Doctor Who change à chaque épisode et arbore dans cet épisode le corps des Daleks.

### Musique
On peut entendre un passage de l'« Habanera » de l'opéra de Georges Bizet, Carmen utilisé de façon diégétique au cours de l'épisode. Le Docteur explique même qu'il joue du triangle dans cet enregistrement. Le morceau, « Feel the Love » du groupe Rudimental peut aussi être entendu.

## Réception et critiques
« L’Asile des Daleks » fut diffusé le 1er septembre 2012 sur BBC One au Royaume-Uni, sur BBC America aux États-Unis, sur la chaîne Space au Canada, et le 2 septembre sur le service ABC iView. Il fut diffusé pour la première fois le 8 septembre 2012 sur ABC1 en Australie, et le 13 septembre sur Prime TV en Nouvelle-Zélande,. L'audience au Royaume-Uni, le soir de la diffusion, fut de 6.4 millions de téléspectateurs, même si beaucoup d'indicateurs montre que le public a tendance à ne plus regarder la série en direct mais à la regarder plus tard. Un constat qui s'explique par le fait qu'il s'agisse de l'épisode le plus regardé sur le site de la BBC en ligne, le jour de sa diffusion. L'audience finale pour l'épisode fut de 8.33 millions de téléspectateurs, ce qui en fait le troisième programme le plus regardé de la BBC cette semaine là et le 6e programme le plus regardé de toute la télévision anglaise. L'épisode atteint le chiffre de 89 sur l'index d'appréciation de la série, un record pour un épisode d'ouverture de saison de Doctor Who.
Sur BBC América, l'épisode fut regardé par près d'1.555 million de spectateurs et fut le programme le plus regardé de l'histoire de la chaîne. Cet épisode fut regardé plus de 75 000 fois sur l'iView d'ABC en Australie, un record d'audience, et 620 000 personnes regardèrent ce premier épisode sur la chaîne Space au Canada, faisant de Doctor Who
la seconde meilleure audience de la chaîne. Sur Prime en Nouvelle-Zélande, l'épisode attira plus de 171 690 spectateurs, faisant de cet épisode le second épisode de Doctor Who le plus regardé de la chaîne et l'un des programmes les plus regardés de la journée sur cette chaîne.
L'épisode reçut un accueil positif de la critique.
Dan Martin du The Guardian loua le script de Moffat et la réalisation de Nick Hurran, expliquant qu'il se « passe plus de choses dans l'ouverture de l'épisode que dans les récents épisodes en deux parties et celles-ci sont même plus profondes. » Il fut assez enthousiaste à l'idée de l'Asile des Daleks, qui permet de rendre hommage à la série originale.
Gavin Fuller du The Daily Telegraph lui donna 4 étoiles sur 5, expliquant qu'il s'agissait là d'une très bonne ouverture de saison, et loua la prestation de Jenna-Louise Coleman, pour lui la véritable star de l'épisode. Son collège, Michael Hogan attribua à l'épisode la note de 4,5 sur 5. Neela Debnath du journalThe Independent loua le « ton plus adulte », l'exploration de l'univers des Daleks et la performance des trois acteurs principaux. Le journaliste de Radio Times Patrick Mulkern
expliqua que l'épisode fit vibrer son cœur de « fan de Doctor Who depuis plus de 40 ans » et décrivit cet épisode comme « intelligent, rapide, drôle, surprenant et émouvant ».
Critique au journal io9, Charlie Jane Anders, expliqua que cet épisode est « principalement une raison pour explorer la relation entre le Docteur et les Daleks et de s'apercevoir à quel point cela a fini tristement. » Elle nota l'habileté du scénario à faire de la passion d'Oswin pour les œufs (eggs) un moyen de bloquer son cerveau afin que la phrase « exterminate » (eggs-terminate) ne soit pas prononcée.
Les critiques du site Digital Spy et du magazine The A.V. Club reprochèrent toutefois à l'épisode, le traitement accordé à Amy et Rory, trouvant leur séparation « difficile à avaler » et leur réconciliation trop rapide pour être réellement émouvante.
Catherine Gee écrivit dans le Telegraph un article sur l'apparition de Jenna Louise Coleman expliquant que les « créateurs de Doctor Who aiment nous jouer des tours et sont parvenus à nous mentir afin de nous surprendre sur son arrivée dans la série. » Elle décrivit son personnage comme un de ceux qui vous laissent bouche bée et dont la personnalité peut même rendre perplexe le Docteur. Oswin est selon elle « enchanteresse comme une elfe » et elle attend avec impatience son retour afin de savoir comment Moffat trouvera le moyen de la faire revenir. Debnath Neela écrivit dans The Independent qu'Oswin est « aussi joyeuse et séduisante qu'Amy Pond, ce qui la rend vraiment attachante. »
En France, l'épisode diffusé le 25 mai 2013 à 20 h 35 sur France 4 a été suivi par 353 000 téléspectateurs soit 1,5 % de parts de marché.

## Liens
- (en) L'Asile des Daleks sur l’Internet Movie Database
- "Asylum of the Daleks". critique de l'épisode sur le site Daily Mars